# Philippe Morillon
Pour les articles homonymes, voir Morillon.
 (novembre 2015).
Si vous disposez d'ouvrages ou d'articles de référence ou si vous connaissez des sites web de qualité traitant du thème abordé ici, merci de compléter l'article en donnant les références utiles à sa vérifiabilité et en les liant à la section « Notes et références ».
Philippe Morillon, né le 24 octobre 1935 à Casablanca au Maroc, est un officier général de l'armée française et un homme politique français.
Le général Morillon a notamment été commandant des forces armées de l'ONU (FORPRONU) en Bosnie-Herzégovine de septembre 1992 à juillet 1993.

## Biographie

### Éducation
En 1956, il sort de l'école militaire de Saint-Cyr et en 1965 de l'École d'état-major.
Philippe Morillon est également diplômé de Supélec (promotion 1964).

### Carrière militaire
Il participe à la guerre d'Algérie.
Entre 1984 et 1986, il est conseiller militaire de l'Assemblée nationale.
Lors des conflits en ex-Yougoslavie, il succède à Lewis Mackenzie en qualité de commandant des forces armées de l'ONU (FORPRONU) en Bosnie-Herzégovine de septembre 1992 à juillet 1993. En mars 1993, il entre à Srebrenica (massacre de Srebrenica) et prononce la phrase qui le rendit célèbre « Je ne vous abandonnerai jamais ».
Il a pour successeur à ce poste le général belge Francis Briquemont, du 12 juillet 1993 au 24 janvier 1994. 
De 1994 à 1996, il devient le commandant de la Force d'action rapide. Philippe Morillon quitte l'armée en 1997 avec le grade de général d'armée.
Catholique, il est chargé de la logistique pour la préparation des Journées Mondiales de la Jeunesse (JMJ) à Paris en août 1997.

### Vie politique
Philippe Morillon entre dans la vie politique en 1999, élu sur la liste UDF au Parlement européen pour la législature 1999-2004. Le 13 juin 2004, il conduit la liste UDF dans la circonscription Ouest (Bretagne, Pays de la Loire, Poitou-Charentes) et, à ce titre, a été réélu député au Parlement européen. Il refuse d'entrer au Modem, créé par François Bayrou.
Le général Morillon est membre de la commission des affaires étrangères, des droits de l'homme, de la sécurité commune et de la politique de défense et membre suppléant de la commission de la coopération et du développement. Il siège à l'Assemblée interparlementaire paritaire entre la zone Afrique-Caraïbes-Pacifique et l'Union européenne et au forum Euro-Méditerranéen. Il préside la délégation du Parlement européen à l'Assemblée parlementaire de l'OTAN.
En 2002, il présente sa candidature aux législatives dans la 2e circonscription des Yvelines. Il est cependant battu par Valérie Pécresse. 
Le général Philippe Morillon a cessé ses activités parlementaires à la fin de son mandat, le 20 juillet 2009.

## Distinctions
- Grand officier de la Légion d'honneur (14 juillet 1993)[3]
- Grand-croix de l'ordre national du Mérite (décret d'élévation du 15 mai 2025)[4]
  - commandeur du 5 octobre 1988[4]
- Croix de la Valeur militaire (5 citations)
- Médaille commémorative des opérations de sécurité et de maintien de l'ordre
- Médaille commémorative de la FORPRONU
- Plusieurs décorations étrangères

## Ouvrages
- Croire et oser : chronique de Sarajevo (1993), Philippe Morillon, Grasset -  (ISBN 2-246-48801-X).
- Parole de Soldat (1996) - éditions Balland -  (ISBN 2715811187).
- Mon Credo (1999) - éditions Presses de la Renaissance -  (ISBN 2856167268).
- Le Testament de Massoud (2004) - éditions Presses de la Renaissance -  (ISBN 275090000X).